# Solveig Olsson-Hultgren
Solveig Olsson-Hultgren, född 1 augusti 1958, är en svensk författare. Hon debuterade 2002 och har skrivit om de småländska systrarna Andersson i en skönlitterär serie (BC/Opal) på tio delar där handlingen sträcker sig från 1899 till 1999. Hon har även skrivit boken Bara vara Jennie (Opal) som handlar om en nioårig flicka som lever med sin missbrukande mamma, samt flera andra böcker. Hösten 2020 utkom spänningsromanen Huset i skogen (Lind & Co) för vuxna 

## Serien om släkten Andersson
- 2002 – Siden, sammet, trasa, lump
- 2003 – Arbetets döttrar
- 2004 – Drömmar av glas
- 2005 – Nya tider
- 2006 – Det fjärde rummet
- 2007 – Skärvor av kristall
- 2008 – Roller och ridåer
- 2009 – Spränga gränser
- 2011 – Revolternas år
- 2012 – Fyra systrar

## Övriga böcker
- 2002 – Prinsessan och de blå jeansen
- 2004 – Himmel och pannkaka
- 2010 – Bara vara Jennie
- 2014 – Årsdagen – Hårtvätten (e-noveller)
- 2020 – Huset i skogen (spänningsroman för vuxna)

## Priser och utmärkelser
- 2002 – Hederspris i Bonnier Carlsens manustävling, tema historia
- 2003 – Stipendium från LO:s fond för kultur
- 2004 – Saljesällskapets kulturstipendium
- 2004 – Svenska Pappersindustriarbetareförbundets kulturstipendium
- 2006 – Emilpriset
- 2011 – Växjö kommuns jämställdhetspris
- 2012 – Författarförbundets vistelsestipendium i Ariane Wahlgrens författarhus i Aten